# Çayüstü, Dicle
Çayüstü là một xã thuộc huyện Dicle, tỉnh Diyarbakır, Thổ Nhĩ Kỳ.